# Twin Eagle
Twin Eagle is een Amerikaans merk van motorfietsen.
Twin Eagle Motor Company, Spring Valley, Californië. 
Amerikaans bedrijf dat cruisers bouwt. Men heeft slechts twee basismodellen, die echter aan de wensen van de klant worden aangepast. De blokken worden zelf gemaakt, op basis van S&S-motoren. 